# Chi Ma Wan
Chi Ma Wan (kinesiska: 芝麻灣, 芝麻湾) är en vik i Hongkong (Kina). Den ligger i den västra delen av Hongkong. Chi Ma Wan ligger på ön Tai Yue Shan.